# Codonanthe elegans
Codonanthe elegans är en tvåhjärtbladig växtart som beskrevs av Wiehler. Codonanthe elegans ingår i släktet Codonanthe och familjen Gesneriaceae. Inga underarter finns listade i Catalogue of Life.